# XM800装甲偵察車
XM800装甲偵察車（英語: XM800 Armored Reconnaissance Scout Vehicle: ARSV）は、1970年代にアメリカ陸軍が開発していた偵察戦闘車である。
試作のみで制式採用には至らなかった。

## 概要
1958年よりアメリカ陸軍は、次世代の装甲戦闘車両の開発を進めており、1965年、本車はMICV-65計画として具体的に進められはじめた。MICV（Mechanized Infantry Combat Vehicle）の名前の通り、歩兵戦闘車の開発を主目的としたものではあったが、これと同時に、騎兵部隊向けの装甲偵察車（ARSV：Armored Reconnaissance Scout Vehicle：）の開発も進められることとなった。MICVとARSVの計画には直接の関連性は薄かったが、多くの類似点・共通点が持たされていた。

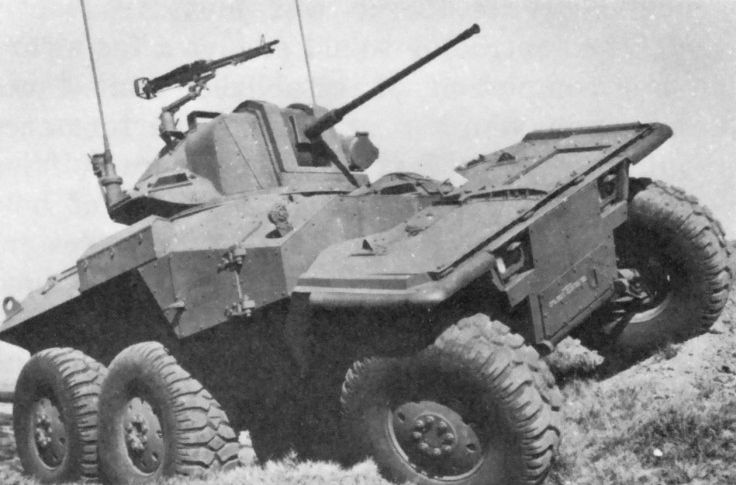
XM800W

ARSV計画は1972年より具体化し、同年5月22日、FMC社とロッキード社が競争試作の契約を結んだ。FMC社は四つの転輪をもつ装軌車を提案し、XM800Tの名前を与えられた。ロッキード社は六輪の装輪車を提案し、XM800Wの名前を与えられた。これらはいずれも、スイス・エリコン社製のエリコンKADのアメリカ版であるM139 20mm機関砲を装備した同一設計の砲塔を搭載することになっていたが、のちにXM800Wは独自設計の砲塔に変更された。試作車は1973年11月に陸軍に引き渡され、比較試験を受けることとなった。
しかし、これらは当時運用されていたM114装甲偵察車よりも決して優れておらず、むしろ劣る面すらあった。唯一勝っていたのはM139 20mm機関砲による火力であったが、1969年から配備されはじめていたA1E1型（のちのA2型）でM139がM114に導入されたことで、この優位も消滅した。陸軍はM114に対しても性能面で不満を抱いていたため、これよりも性能が低い車両を新規に採用することは到底認められないことであった。
火力の不足を補うために、クライスラー社製のBGM-71 TOW対戦車ミサイルの発射筒2基を装備した砲塔を搭載するITV（Improved TOW Vehicle：改良型TOW搭載車）型も開発・施策されたが、陸軍の評価は芳しくなく、比較試験で敗北しつつあったロッキード社は政治工作に訴え、また、姉妹プロジェクトであるMICV計画も混乱していた。これらの結果として、1975年、XM800 ARSV計画は最終的に中止され、いずれの案も採用されずに終わった。
なお、次世代装甲偵察車開発計画はのちにMICV計画と合流し、最終的に、M2ブラッドレー歩兵戦闘車とファミリー化されたM3ブラッドレー騎兵戦闘車に至ることとなる。
生産された試作車は廃棄処分されなかったものが博物館や駐屯地の展示品として現存している他、少数が民間に放出されている。